# Valentina Smej Novak
Ne zamenjujte z osebo: Valentina Novak
Valentina Smej Novak, slovenska kolumnistka, prevajalka in televizijska voditeljica, * 26. januar 1976 Murska Sobota.

## Življenje in delo
Valentina Smej Novak je bila rojena v Murski Soboti (oče Štefan Smej), zgodnje otroštvo pa je preživela v Beltincih. Osnovno šolo in gimnazijo je dokončala v Murski Soboti, diplomirala pa je v Ljubljani iz filozofije.
Kot gimnazijka je vodila “alternativno oddajo” na Murskem valu, z naslovom Phanje, planje in poesis in pisala članke za Pomurski vestnik. V letih 1997-2010 je delala na založbi Vale-Novak kot direktorica mode in komunikacij, danes pa je direktorica založbe Totaliteta. Že petnajst let se ukvarja z razvojem gverilsko-marketinških strategij, zasnovala je več pomembnih oglasnih in osveščevalnih akcij za založbo (Hiša biti; Berem globalno, kupujem lokalno), literarnih natečajev (Onina zgodba), prevedla več kuharskih knjig (Meščansko pecivo; 1,2,3 kuhajmo) ter organizirala ali vodila preko 200 kulturnih in promocijskih dogodkov.
Valentina ima tri otroke in živi z družino v Ljubljani.
Valentina je s svojim možem Luka Novak ustvarila in vodila tudi kuharske oddaje. Prva je bila Ljubezen skozi želodec, ki jo je predvajal Pop TV med 2009–2010, druga pa je Planet kuha, ki jo predvaja Planet TV. Skupaj sta prav tako izdala tri kuharske knjige: Ljubezen skozi želodec - Sodobna družinska kuharija (2009), Ljubezen skozi želodec 2 - Po zdravi pameti (2010) ter Ljubezen skozi želodec - Preprosto slovensko (2011). Prvi dve knjigi sta bili najbolje prodajani knjigi v Sloveniji v letih 2010 in 2011.